# Paul Panzer

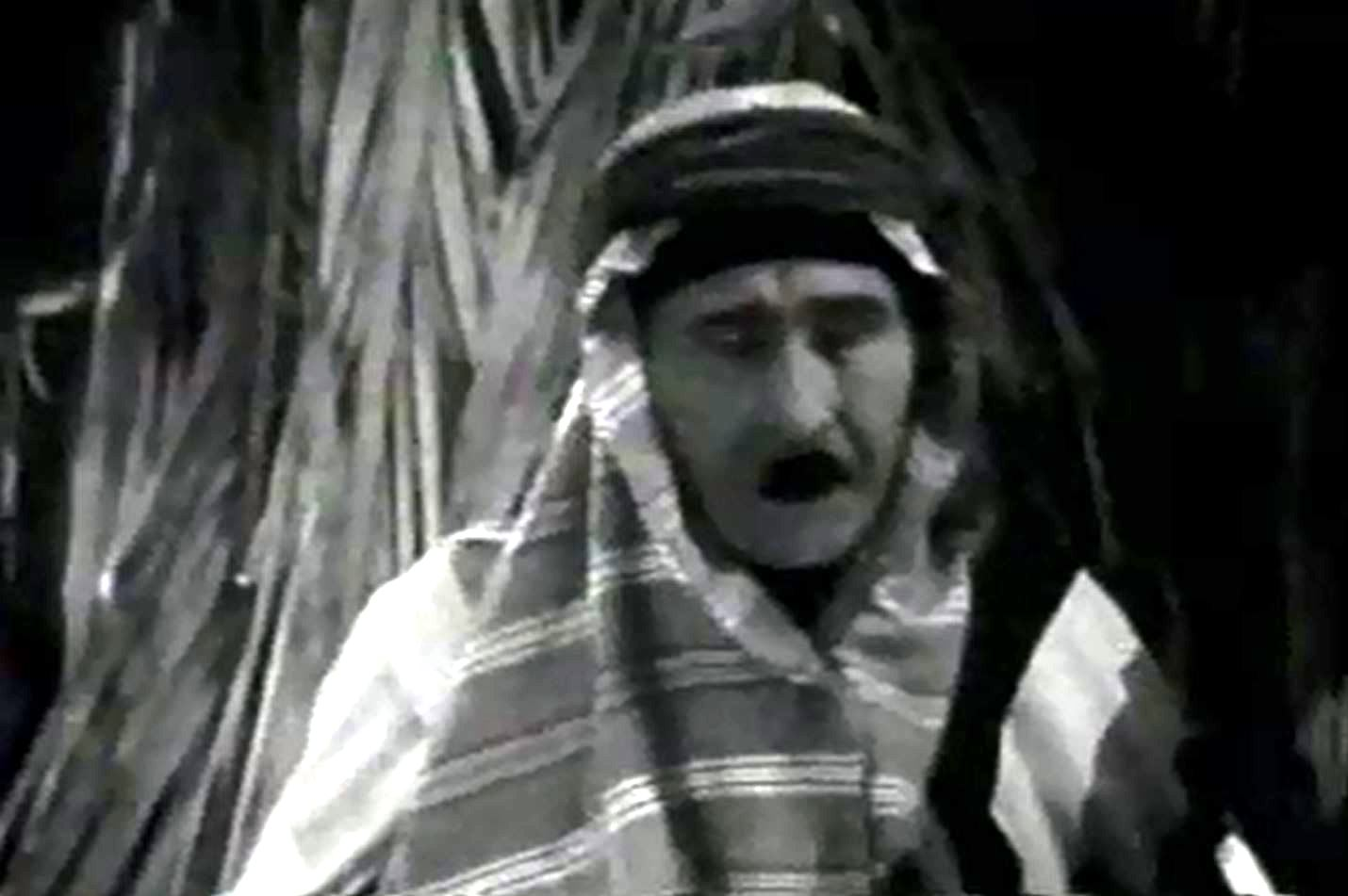
Paul Panzer i Tarzan the Tiger, 1929.

Paul Panzer Paul Wolfgang Panzerbeiter, född 3 november 1872 i Würzburg, Bayern, död 16 augusti 1958 i Hollywood, Kalifornien tysk-amerikansk skådespelare.

## Filmografi i urval
- 1908 - Othello - Cassio
- 1908 - Macbeth - Macduff
- 1908 - Romeo och Julia - Romeo
- 1908 - Richard III
- 1908 - Julius Caesar - Julius Caesar
- 1909 - Launcelot and Elaine